# Liste französischer Dichter
Liste französischer Dichter
Siehe auch:
- Liste französischer Schriftsteller (chronologisch)
- Liste französischer Schriftsteller (alphabetisch)

## A
- Louise-Victorine Ackermann (1813–1890)
- Jacques d’Adelswärd-Fersen (1880–1923)
- Guillaume Apollinaire (1880–1918)
- Jean Arp (1886–1966)
- Félix Arvers (1806–1850)
- Dan Ar Wern (* 1952)
- Abbé Aubert (1731–1814)
- Théodore Agrippa d’Aubigné (1552–1630)

## B
- Gaston Bachelard (1884–1962)
- Jean-Antoine de Baïf (1532–1589)
- Théodore de Banville (1823–1891)
- Auguste-Marseille Barthélemy (1796–1867)
- Olivier Basselin (um 1400 – um 1450)
- Charles Baudelaire (1821–1867)
- Marcel Béalu (1908–1993)
- Samuel Beckett (1906–1989)
- Joachim du Bellay (um 1522 – 1560)
- Rémy Belleau (1528–1577)
- Isaac de Benserade (1612/13–1691)
- Carmen Bernos de Gasztold (1919–1995)
- François Béroalde de Verville (1556–1626)
- Jean Bertaut (1552–1611)
- Aloysius Bertrand (1807–1841)
- Blondel de Nesle (um 1155 – nach 1200)
- Nicolas Boileau-Despreaux (1636–1711)
- Jean-Jacques Boissard (um 1528–1602)
- Yves Bonnefoy (1923–2016)
- Petrus Borel (1809–1859)
- Henri de Bornier (1825–1901)
- Maurice Bouchor (1855–1929)
- Nicholas Bourbon (um 1504 – nach 1550)
- André Breton (1896–1966)
- Honorat de Bueil de Racan (1589–1670)
- Michel Butor (1926–2016)

## C
- Ernest Cabaner (1833–1881)
- Aimé Césaire (1913–2008)
- Jean Chapelain (1595–1674)
- René Char (1907–1988)
- Alain Chartier (um 1385 – um 1440)
- Georges Chastellain (1405–1475)
- Guillaume Amfrye de Chaulieu (1639–1720)
- Walter of Chatillon (um 1135 – um 1190)
- Henri Chopin (1922–2008)
- Christine de Pizan (1365 – nach 1430)
- Chrétien de Troyes (um 1140 – um 1190)
- André Chénier (1762–1794)
- Charles Julien Lioult de Chenedolle
- Jean Cocteau (1889–1963)
- Louise Colet (1810–1876)
- Colin Muset (fl. 1250)
- Tristan Corbière (1845–1875)
- Pierre Corneille (1606–1684)
- Thomas Corneille (1625–1709)
- Prosper Jolyot Crébillon (1674–1762)

## D
- Léon Damas (1912–1978)
- Jean Daurat (1508–1588)
- Casimir Delavigne (1793–1843)
- Jacques Delille (1738–1813)
- Marceline Desbordes-Valmore (1786–1859)
- Eustache Deschamps (um 1345 – 1404)
- Jean Desmarets de Saint-Sorlin (1595–1676)
- Robert Desnos (1900–1945)
- Léon Dierx (1838–1912)
- Guillaume du Bartas (1544–1590)
- Caroline Dubois (* 1960)
- Adélaïde Dufrénoy (1765–1825)
- Paul Déroulède (1846–1914)
- Marc-Antoine Madeleine Désaugiers (1772–1827)

## E
- Paul Éluard (1895–1952)
- Pierre Emmanuel (1916–1984)

## F
- Léon-Paul Fargue (1876–1947)
- Guy Du Faur de Pibrac (1529–1584)
- Jean-Pierre Claris de Florian (1755–1794)
- Jean Follain (1903–1971)
- Maurice Fombeure (1906–1981)
- Martin Le Franc (um 1410 – 1461)
- Jean Vauquelin de La Fresnaye (1536 – um 1607)

## G
- Cherubina de Gabriak (1887–1928)
- Serge Gainsbourg (1928–1991)
- Jacques Garelli (1931–2014)
- Robert Garnier (1544–1590)
- Jean Genet (1910–1986)
- Gilles Li Muisis (1272–1352)
- Albert Giraud (1860–1929)
- Yvan Goll (1891–1950)
- Rémy de Gourmont (1858–1915)
- Pierre Gringore (1475–1539)
- Guillaume Guiart († 1316)
- Guiot de Provins († nach 1208)
- Jean-Marie Guyau (1854–1888)
- Maurice de Guérin (1810–1839)

## H
- Herman de Valenciennes (12. Jahrhundert)
- Hildebert von Lavardin (1056–1133)
- Arsène Houssaye (1815–1896)
- Victor Hugo (1802–1885)
- Clovis Hugues (1851–1907)

## J
- Max Jacob (1876–1944)
- Jacques Vallee, Sieur Des Barreaux (1599–1673)
- Amadis Jamyn (1538–1592)
- Louis Janmot (1814–1892)
- Jacques Jasmin (1798–1864)
- Jaufré Rudel (um 1100 – um 1147)
- Charles Juliet (1934–2024)

## K
- Gustave Kahn (1859–1936)
- Leslie Kaplan (* 1943)
- Bernard-Marie Koltès (1948–1989)

## L
- Jean de La Taille (um 1535–1608)
- Patrice de La Tour du Pin (1911–1975)
- Louise Labé (um 1524 – 1566)
- Jules Laforgue (1860–1887)
- Alphonse de Lamartine (1790–1869)
- Valéry Larbaud (1881–1957)
- Henri de Latouche (1785–1851)
- Adenes Le Roi (13. Jahrhundert)
- Pierre-Antoine Lebrun (1785–1873)
- Ponce-Denis Écouchard-Lebrun (1729–1807)
- Charles Leconte de Lisle (1818–1894)
- Népomucène Lemercier (1771–1840)
- Nicolas-Germain Léonard (1744–1793)
- Jean Lorrain (1855–1906)
- Guillaume de Lorris (um 1205 – nach 1240)
- Pierre Louÿs (1870–1925)

## M
- Jean Salmon Macrin (1490–1557)
- François de Malherbe (1555–1628)
- Stéphane Mallarmé (1842–1898)
- Joyce Mansour (1928–1986)
- Eugène Manuel (1823–1901)
- Marie de France (um 1135 – um 1200)
- Clément Marot (1496–1544)
- Jean Marot (um 1450–1526)
- Compair Maxam
- François Maynard (1582–1646)
- Catulle Mendès (1841–1909)
- Joseph Méry (1798–1866)
- Jean de Meun (um 1240 – vor 1305)
- Henri Michaux (1899–1984)
- Éphraïm Mikhaël (1866–1890)
- Frédéric Mistral (1830–1914)
- Jean Molinet
- Molière (1622–1673)
- Nicolas de Montreux
- Henri Murger (1822–1861)

## N
- Irène Némirovsky (1903–1942)
- Gérard de Nerval (1808–1855)
- Anaïs Nin (1903–1977)
- Paul Nizan (1905–1940)
- Anna de Noailles (1876–1933)
- Marie-Laure Noilles (1902–1970)

## O
- Charles de Valois, duc d’Orléans (1394–1465)

## P
- Louis Parrot (1906–1948)
- Jean Passerat (1534–1602)
- Pericle Patocchi (1911–1968)
- Jacques Peletier du Mans (1517–1582)
- Benjamin Péret (1899–1959)
- Saint-John Perse (1887–1975)
- Jean-Jacques Lefranc de Pompignan (1709–1784)
- Francis Ponge (1899–1988)
- Anne Portugal (* 1949)
- Jacques Prevel (1915–1951)
- Jacques Prévert (1900–1977)

## Q
- Raymond Queneau (1903–1976)

## R
- Jean Racine (1639–1699)
- Lionel Ray (* 1935)
- Jacques Réda (1929–2024)
- Henri de Régnier (1864–1936)
- Arthur Rimbaud (1854–1891)
- Robert de Boron (12. Jahrhundert)
- Pierre de Ronsard (1524–1585)
- Jean Rotrou (1609–1650)
- Jacques Roubaud (1932–2024)
- Jean-Antoine Roucher (1745–1794)
- Jean-Baptiste Rousseau (1671–1741)
- Jean Rousselot (1913–2004)
- Rutebeuf (fl. 1270)

## S
- Mellin de Saint-Gelais (um 1491 – 1558)
- Benoît de Sainte-Maure (fl. 1165)
- Albert Samain (1858–1900)
- Barbara Samson (* 1975)
- Paul Scarron (1610–1660)
- Jean de Schelandre (1584/85–1635)
- Jean Schlumberger (1877–1968)
- Georges de Scudéry (1601–1667)
- Maurice Scève (um 1500 – um 1560)
- Georges Schehadé (1905–1989)
- Jean Regnault de Segrais (1624–1701)
- Shan Sa (* 1972)
- Paul-Armand Silvestre (1837–1901)
- Joséphin Soulary (1815–1891)
- Alexandre Soumet (1786–1845)

## T
- Jacques Tahureau (1527–1555)
- Jean Tardieu (1903–1995)
- Claude Tillier (1801–1844)
- Julien Torma (1902–1933)
- Pontus de Tyard (1512–1605)
- Tristan Tzara (1896–1963)

## V
- Laurence Vail (1891–1968)
- Paul Valéry (1871–1945)
- Bernart de Ventadorn (um 1135 – um 1195)
- Paul Verlaine (1844–1896)
- Théophile de Viau (1590–1626)
- Claude Vigée (1921–2020)
- François Villon (1431 – nach 1463)
- Francis Vielé-Griffin (1864–1937)
- Vincent Voiture (1598–1648)